# Livrable
Un livrable est un produit destiné à la livraison.

## Gestion de projet
En gestion de projet, un livrable désigne tout produit fourni pendant la réalisation du projet et nécessaire pour atteindre les objectifs. Il est fourni dans le cadre des lots de travaux du projet.   
On distingue deux grandes catégories :  
- les livrables du cycle de vie du produit: ce sont les produits finis qui seront utilisés après l'achèvement du projet pour en réaliser les bénéfices attendus. Ce sont également tous les produits intermédiaires, ou ceux liés à l'assurance qualité.  Ces livrables peuvent être identifiés à l'aide d'une structure de décomposition de produit.
- les livrables de gestion de projets, comme par exemple les documents de planification, les rapports d'avancement, ou les registres de risques.

En gestion de projet informatique, un livrable désigne tout composant matérialisant le résultat d'une prestation de réalisation (production ou TMA) à la Direction des Systèmes d'Information (DSI), c’est-à-dire toute production émise par le titulaire au cours du projet : document, courrier, module de code logiciel, dossiers de tests, application intégrée…
Un livrable peut faire l'objet d'un bordereau de livraison, qui liste le contenu, la date, le fournisseur, le client, l'approbation par le client, et autres métadonnées.